# Lubań
Lubań (germană Lauban) este un oraș în Polonia.